# Iudaism

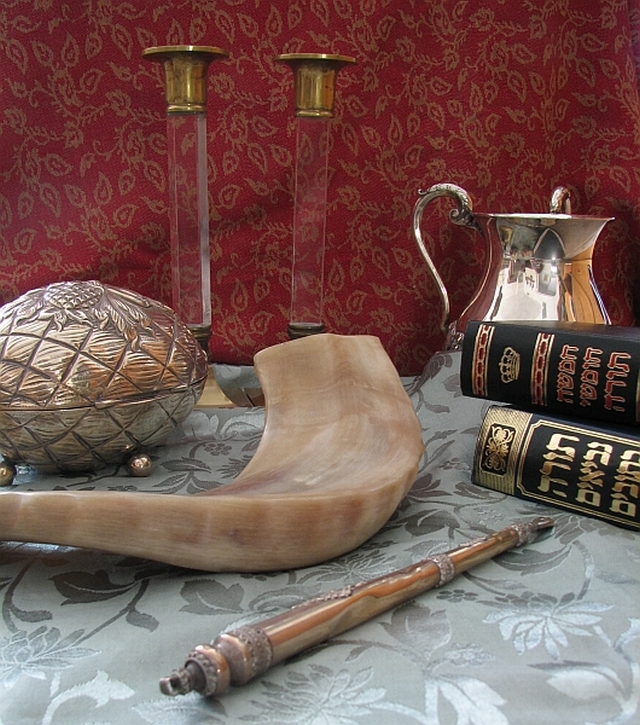
Obiecte de cult ale iudaismului.

Iudaismul (din grecescul Ioudaïsmos, derivat din limba ebraică: יהודה, Yehudah, „Iuda”; în ebraică: יַהֲדוּת, Yahadut, caracterele distinctive a iudaicului eáqnov), cunoscut și sub numele de religie mozaică (după principalul profet evreu, Moise) este religia poporului evreu. Preceptele iudaismului au stat la baza  religiilor monoteiste creștinism și islam. Termenul iudaism își are originea în numele regatului Iuda, țara tribului Iuda—descendenții celui de-al patrulea fiu al patriarhului Iacob (secolul XVIII - finele secolului XVII î.Hr.) -- cu capitala la Ierusalim, lăcașul Marelui Templu.
Istoria iudaismului este împărțită în trei perioade: 1. Perioada Templului din Ierusalim; 2. Perioada talmudică; 3. Perioada rabinică (din secolul al VI-lea până în prezent). Iudaismul ortodox contemporan s-a format pe baza mișcării fariseilor (pirushim) din perioada Macabeilor.
Iudaismul contemporan nu are o instituție sau personalitate, acceptată universal, care ar avea autoritatea dreptului, învățăturii sau puterii. Sursele dreptului (Halaha) ale iudaismului contemporan sunt: Tanahul (Tora scrisă) și Talmudul (Tora orală). Halaha reglementează aspectele vieții evreilor care nu sunt reflectate în codurile penale sau civile din sistemul secular, ci servesc doar ca ghid obligatoriu pentru cei aparținând aceluiași curent religios.

## Doctrina religioasă și principiile credinței
Iudaismul este o religie monoteistă,  bazată pe  principii și  etică, incluse în Biblia ebraică (Tanah), precum au fost, în continuare, explorate și  explicate în Talmud și în alte texte. În conformitate cu tradiția evreiască, iudaismul începe cu Legământul dintre Dumnezeu și Abraham.
În timp ce iudaismul a fost rareori monolitic în practică, el întotdeauna cu înverșunare a fost monoteist în teologie, deși Tanahul amintește perioade de apostazie de la iudaism printre  israeliți.

### Apariție în istorie
Iudaismul a apărut în secolul V î.e.n.
„Idolatria poporului Regatului Iuda nu era o abatere de la un monoteism anterior al lor. Ea era de fapt felul în care poporul Regatului Iuda se închina de sute de ani.”—Israel Finkelstein și Neil Asher Silberman, The Bible Unearthed. Archaeology's New Vision of Ancient Israel and The Origin of Its Sacred Texts.
Într-un documentar al BBC, dr. Francesca Stavrakopoulou, fostă lector principal la Universitatea din Exeter, actualmente profesor universitar deplin, specializată în studii biblice ebraice, declara: „Biblia nu era o sursă de încredere, ea nu ne spune adevărul despre acești oameni din antichitate [adică evreii — n.n.].” Întrebat în același documentar dacă evreii au fost monoteiști, lucru care i-ar fi distins față de religia canaanită, prof. dr. Herbert Niehr de la Universitatea din Tübingen declara că evreii au fost politeiști din secolul al X-lea î.e.n. până cel puțin în 586 î.e.n., după care lucrurile au început să se schimbe foarte lent, evreii fiind covârșitor monoteiști începând cu perioada Macabeilor (secolul al II-lea î.e.n.). Un curs de la Universitatea Yale și alte lucrări confirmă acest lucru. William Foxwell Albright, liderul unei generații trecute de arheologi biblici, nu a fost, totuși, un literalist biblic, Iahve și zeii din Canaan, de exemplu, susținând opinia că religia israeliților a evoluat de la un politeism originar la un monoteism care l-a văzut pe Dumnezeu acționând în istorie - o viziune pe deplin conformă cu opiniile principale din ultimele două secole de critică biblică dinaintea lui.
În documentarul History Channel The Bible Unearthed (Biblia dezgropată), Amihai Mazar afirmă că Iahve avea o nevastă în religia tradițională israelită, conform celei mai vechi inscripții care-l menționează pe Iahve. În același documentar, Baruch Halpern afirmă că monoteismul a pornit din reforma constând din epurările religioase produse la ordinul regelui Iosia, reluare a epurărilor la ordinul străbunicului său, regele Ezechia. Regele Iosia a avut nevoie de centralizarea cultului pentru a obține controlul total al statului și sprijinul populației în scopuri expansioniste, această ideologie fiind consemnată în Deuteronom. Halpern afirmă despre reforma bazată pe Deuteronom că nu e vorba de invenție de tradiție, ci dimpotrivă, de un refuz radical al tradiției.
A fost o ruptură abruptă între religia străveche a israeliților și iudaismul celui de-al Doilea Templu. Israelul pre-exilic era politeist; Așera era probabil adorată drept soția lui  Yahweh, în templele sale din Ierusalim, Bethel și Samaria, iar o zeiță numită Regina Cerului, probabil o fuziune a Astarteei cu zeița mesopotamiană Iștar, era de asemenea adorată. Baal și Yahweh au coexistat în perioada timpurie, dar au fost considerați ireconciliabili după secolul al IX-lea. Adorarea doar a lui Yahweh, care era preocuparea unui mic partid în perioada monarhică, s-a extins în perioada exilică și post-exilică, și abia atunci existența altor zei a fost negată.
În Prolegomena zur Geschichte Israels, Julius Wellhausen a susținut că iudaismul ca religie bazată pe respectarea pe scară largă a legii Torei a apărut pentru prima dată în anul 444 î.e.n. când, conform relatării biblice furnizate în Cartea lui Neemia (capitolul 8), un scrib preot pe nume Ezra a citit o copie a Torei mozaice înaintea populației din Iudeea adunate în piața centrală a Ierusalimului. Wellhausen credea că această narațiune ar trebui acceptată ca istorică pentru că sună plauzibil, notând: „Credibilitatea narațiunii reiese în mod fățiș.” După Wellhausen, majoritatea cercetătorilor de-a lungul secolului XX și începutul secolului XXI au acceptat că respectarea Torei pe scară largă a început undeva la mijlocul secolului al V-lea î.Hr.
Mai recent, Yonatan Adler a susținut că, de fapt, nu există nicio dovadă care să supraviețuiască care să susțină ideea că Tora a fost cunoscută pe scară largă, considerată autoritară și pusă în practică, în orice moment înainte de mijlocul secolului al II-lea î.Hr. Adler a explorat probabilitatea ca iudaismul, ca practică larg răspândită a legii Torei de către societatea evreiască în general, să fi apărut pentru prima dată în Iudeea în timpul domniei dinastiei Hasmoneene, cu secole după timpul presupus al lui Ezra.
Benjamin D. Sommer argumentează că diferența între politeism și monoteism a fost puternic exagerată.

### Principii de credință
Istoric, iudaismul a accentuat credința în revelația divină  și în acceptarea versiunilor Torei  scrise și orale  ca  esență fundamentală de bază a convingerilor. Iudaismul nu are o autoritate centralizată care expune dogmele religioase. Aceasta a dat naștere la multe formule în ceea ce privește anumite convingeri teologice inerente în Tora și Talmud.
De-a lungul secolelor, au apărut o serie de formulări ale principiilor de credință, și chiar dacă acestea diferă în ceea ce privește anumite detalii, ele demonstrează un nucleu ideologic comun. Din aceste formulări, cele mai autoritare sunt „treisprezece principii de credință”, formulate în secolul al XII-lea î.e.n. de Maimonide. Cele treisprezece principii au fost ignorate de cea mai mare parte a comunității evreiești pentru câteva secole. Peste secole reformularea acestor principii ai fost incluse sub formă poetică („Ani Ma'amin” și „Yigdal”) în cărțile de rugăciuni evreiești, și, în cele din urmă, au devenit general acceptate.
Joseph Albo și Raavad au criticat lista lui Maimonide, care conținea prea multe elemente, deși adevărate, dar care nu au fost principii de credință și, astfel, plasând prea mulți evrei în categoria de „eretic”. Mulți alții au criticat  orice astfel de formulare, care ducea la minimizarea întregii Tore.
În acest sens, istoricul Josephus a  accentuat practica religioasă mai mult decât dogmele religioase, asociind apostaziile cu nerespectarea legii evreiești, și menținea  că cerințele pentru convertirea la iudaism sunt: circumcizia și aderarea la obiceiurile tradiționale.

## Scrieri
Iudaismul întotdeauna a  preamărit studiul Torei și a altor texte religioase.

###### Listă structurată a lucrărilor centrale, a practicii și gândirii mozaice
1. 1. Tanah  (Biblia ebraică) și comentariile
    1. Mesora
    2. Targum
    3. Exegeză biblică evreiască (Midraș de mai jos)

  2. Lucrări din era talmudică (literatura rabinică clasică)
    1. Mișna și comentariile
    2. Tosefta și tractatele minore
    3. Talmud:
      1. Talmudul babilonian și comentariile
      2. Talmudul ierusalimitean  și comentariile

  3. Literatura Midrașică:
    1. Midrașul Halahic (despre Halaha)
    2. Midrașul Agadic (despre Agada)

  4. Literatura halahică
    1. Codurile Legii și tradiției Mozaice
      1. Mișne Tora și comentariile
      2. Tur și comentariile
      3. Șulchan Aruch și comentariile
      4. Literatura responsa

  5. Gândirea și etica evreiască
    1. Filosofia evreiască
    2. Kabbala
    3. Lucrări hasidice
    4. Etica evreiască și Mișcarea Mussar

  6. Siddur și  Liturghie
  7. Piyyut (poezia clasică evreiască)

### Tanah - Biblia ebraică
Cartea fundamentală a religiei iudaice este Tora, adică primele cinci scrieri (Pentateuh) din Vechiul Testament (Biblia ebraică). Scrisă într-un limbaj arhaic, în urmă cu circa 3 000 de ani și fără vocalizare și punctuație, Tora este un subiect de studiu esențial al iudaismului. În decursul veacurilor, Tora a fost interpretată într-un număr imens de modalități. Interpretări bazate pe traducerea unui cuvânt sau pe punctuații diferite au dus la dispute interminabile între înțelepții evrei. Studiul Torei are o importanță capitală  în iudaism, fiind preocuparea esențială a omului. În ierarhia interioară a învățăceilor de Tora, „rabinul” este „autoritatea doctrinară” recunoscută. În lumea iudaismului, există diferite curente și instituții de studiu rabinice.
În principiu, Tora este obiectul de studiu permanent și zilnic. Tora este citită ceremonial și public în sinagogă, în zilele de Sâmbătă (Șabat) și de sărbătoare. Gândirea filozofică și doctrinară a iudaismului se bazează primordial pe Tora.
Biblia ebraică cuprinde 24 de cărți grupate în 3 secțiuni. Acestea sunt:
1. Tora (תורה) (Pentateuhul), care cuprinde primele cinci cărți ale Bibliei:
  1. Facerea (Geneza) בראשית - (Bereshít) Întâia Carte A Lui Moise
  2. Ieșirea (Exodul) שמות - (Shemot) A Doua Carte A Lui Moise
  3. Leviticul ויקרא - (Vaikrá) A Treia Carte A Lui Moise
  4. Numeri במדבר - (B'midbar) A Patra Carte A Lui Moise
  5. Deuteronomul (A doua Lege) דברים - (Dvarim) A Cincea Carte A Lui Moise

2. Profeții (נביאים, Neviim),„cei vechi”:
  1. Profeții vechi
    1. Cartea lui Iosua (יהושע)
    2. Cartea Judecătorilor (שופטים)
    3. Cartea întâi a lui Samuel (שמואל), Cartea a doua a lui Samuel
    4. Cartea întâi a Regilor (מלכים) Cartea a doua a Regilor

  2. Profeții noi
    1. Cartea Profetului Isaia
    2. Cartea profetului Ieremia (ירמיהו)
    3. Cartea profetului Ezechiel (יחזקאל)

  3. Cei doisprezece mici profeți
    1. Cartea profetului Osea
    2. Cartea profetului Ioel
    3. Cartea profetului Amos
    4. Cartea profetului Abdia
    5. Cartea profetului Iona
    6. Cartea profetului Mihea
    7. Cartea profetului Nahum
    8. Cartea profetului Habacuc
    9. Cartea profetului Sofonia
    10. Cartea profetului Agheu
    11. Cartea profetului Zaharia
    12. Cartea profetului Malahia.

3. Scrierile (כתובים, Ketuvim) cuprind:
  1. Cărțile poetice
    1. Cartea Psalmilor (תהילים Tehilim  - 150 de cântări și imnuri)
    2. Cartea Proverbelor (משלי)
    3. Cartea lui Iov (איוב)

  2. Cele cinci cărți hagiografice (megilot)
    1. Cartea Cântării Cântărilor (שיר השירים)
    2. Rut רות
    3. Cartea Lamentațiilor (איכה - Plângerile lui Ieremia)
    4. Cartea lui Qohelet (קהלת - Ecleziastul)
    5. Cartea Esterei (אסתר)

  3. Alte cărți
    1. Daniel דניאל
    2. Ezra עזרא și Nehemia נחמיה
    3. Cronici 1 si 2. דברי הימים

4. Cărți apocrife
  1. Cartea întâi a Macabeilor, Cartea a doua a Macabeilor,(apocrife nebiblice)
  2. Cartea lui Tobia (apocrifă nebiblică)
  3. Cartea Iuditei (apocrifă nebiblică)
  4. Cartea profetului Baruh(apocrifă nebiblică)
  5. Cartea Înțelepciunii, Cartea lui Ben Sirah (Ecleziasticul)(apocrifă nebiblică)

### Talmud
Talmudul este o compilație imensă de cazuistică reglementată de autoritățile rabinice din diferite locuri și perioade. Talmudul ca noțiune este o derivație a noțiunii de „studiu”. Talmudul este o compilație consacrată care nu mai poate fi schimbată, dar în jurul căreia se fac noi adausuri interpretative extratextuale. Talmudul este studiat zilnic iar întregul ciclu prestabilit de studiu durează cca. 5 ani, după care se reîncepe.  Talmudul propriu-zis este format din  משנה Mișna și גמרא Ghemara precum și din straturi doctrinare suplimentare, consacrate în expunerea și analiza fundamentelor iudaice din Mișna și Gmara. „Talmudul” ca noțiune include două variante: Talmudul Babilonian și Talmudul Ierusalomitan. Talmudul Babilonian este versiunea mai cunoscută și studiată.

## Sărbători

### Sâmbăta (Shabatul)
Sâmbăta este principala zi de sărbătoare evreiască, ziua de odihnă a Creatorului, conform specificațiilor teologice, după cele șase zile de facere a lumii (Geneza). Potrivit religiei iudaice, este interzis să se lucreze în ziua de sâmbătă și în zilele de sărbători.

### Roș haȘana
Conform calendarului mozaic, Roș Hașana este Anul Nou

### Purim
Purim  este o sărbătoare evreiască prin care comemorează eliberarea poporului evreu din Imperiul Persan antic de distrugere de către Haman, după cum este scris în cartea biblică Cartea Esterei (Megillat Esther). În funcție de poveste, Haman trage la sorți pentru a stabili data la care să fie exterminați evreii.

### Șavuot
Șavuot (ebraică: שבועות; în pronunția așkenază Șavuos, ad literam, „Sărbătoarea săptămânilor”) este o sărbătoare evreiască care cade în ziua a șasea a lunii Sivan (sfârșitul lunii mai - începutul lunii iunie). Ea eternizează momentul când Legea divină Tora a fost dată poporului evreu pe muntele Sinai. Este una din așa-numitele „șaloș regalim”, adică cele trei evenimente festivalice când evreii făceau pelerinaj la Ierusalim.

### Sukot(סוכות)
În timpul sărbătorii de Sukot (סוכות) evreii ies din casele lor și locuiesc timp de șapte zile în niște umbrare sau colibe construite după reguli stricte, în amintirea celor patruzeci de ani de pribegie în deșert.

### Pesah (פסח - Paștele )
În timpul celor șapte zile ale sărbătorii Paștelui פסח (Pessah) (în amintirea ieșirii din Egipt מצרים) nu se mănâncă pâine dospită din cele cinci feluri de cereale, ci numai „pască”, pâine nedospită (în ebraică mața מצה).

### Iom Kipur
Iom Kippur (יום כפור iom kippùr, Ziua ispășirii) - este una din cele trei mari sărbători evreiești; este ziua de post religioasă ebraică care celebrează ziua ispășirii. În Torah este numită Yom haKippurim („Ziua celor care ispășesc”). Este una din așa-zisele Iamim Noraim („Zilele temerii reverențioase”). Iamim Noraim sunt Roș haȘana și Yom Kippur, respectiv primele și ultimele două zile din cele Zece zile ale Penitenței.

### Hanuka
Hanuka (în ebraică חֲנֻכָּה sau חנוכה) reprezintă „Sărbătoarea inaugurării” sau „Sărbătoarea luminilor”.

## Ritualuri

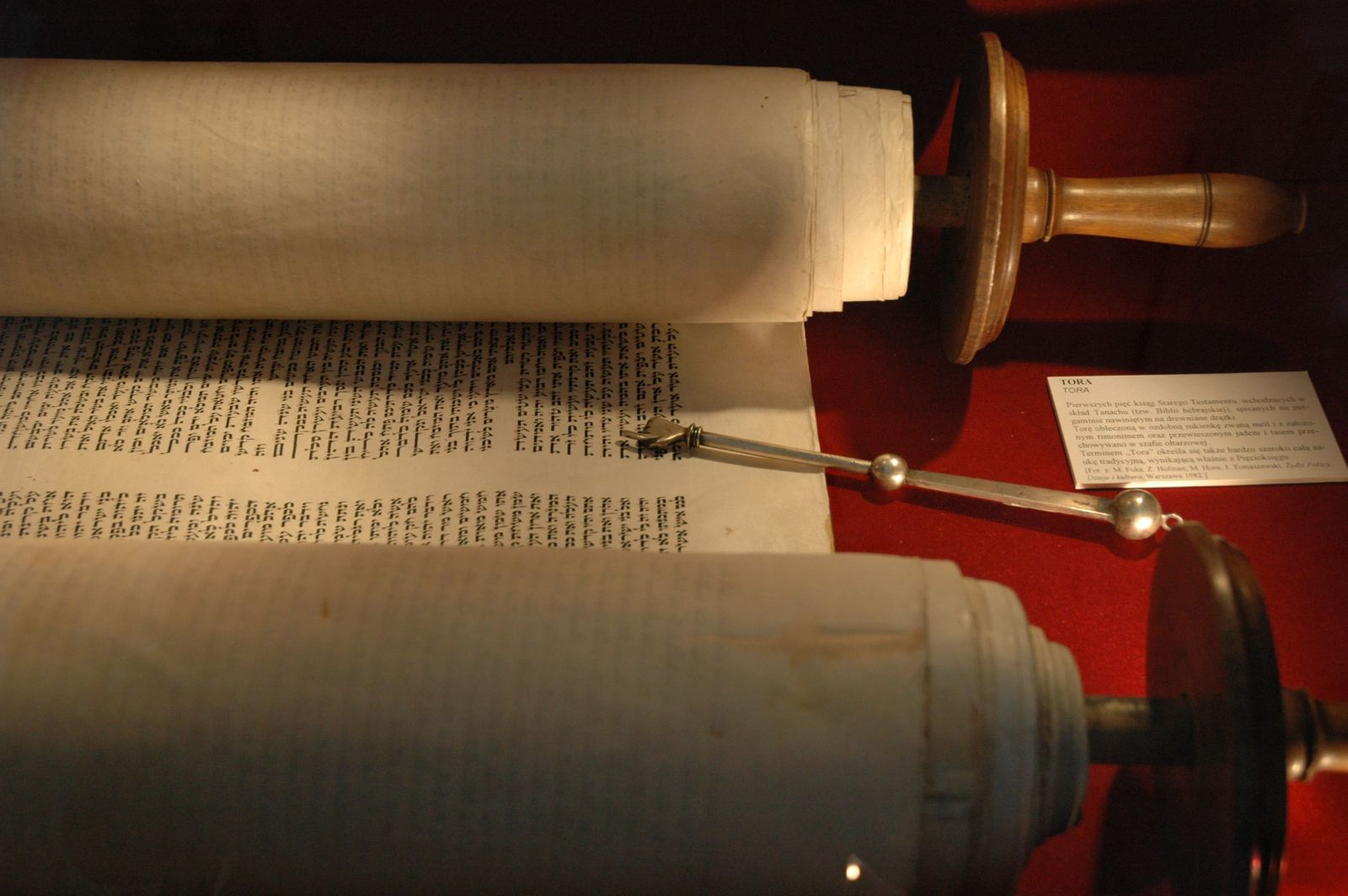
Text din Tora

În sinagogă, lăcașul de cult, se află un dulăpior, „chivotul”, în care se păstrează Tora - textele religioase scrise pe suluri și, de asemenea, o Menorá (candelabrul cu șapte brațe).
La opt zile de la naștere, pruncul de sex masculin este circumcis, ca semn al legământului cu Dumnezeu. Majoratul religios pentru fete este la vârsta de 12 ani, iar pentru băieți la 13 ani.

### Veșmintele de cult

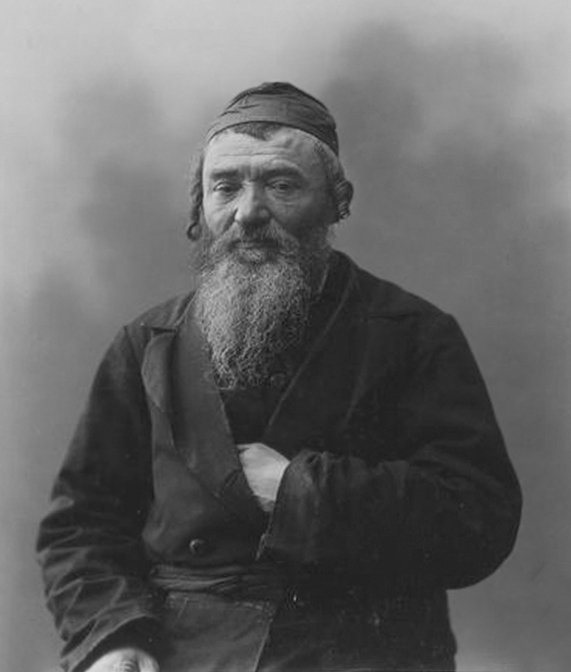
Un bărbat evreu din Chişinău (1900) purtând kipa

O kipa (în ebraică: כִּפָּה, kipot plural; idiș: יאַרמלקע, yarmulke) este o beretă purtată de bărbații evrei în timp ce se roagă, mănâncă, binecuvântează, studiază texte religioase și în alte ocazii. Unele femei poartă de asemenea, o acoperire a capului. Kipoturile sunt de diferite mărimi, de la unele mici, care acoperă numai partea din spate a capului, la unele mari, care acoperă coroana capului în întregime.
Țițit (ebraică: צִיציִת) (pronunție așkenazică: țițis) sunt șaluri speciale, cu noduri „franjuri” sau „ciucuri” la cele patru colțuri ale talitului (ebraică: טַלִּית), un fel de eșarfă pentru rugăciune. Talitul este purtat de bărbații evrei și, mai rar, de unele femei, în timpul serviciului divin. Tradițiile variază în ceea ce privește când un evreu începe să poarte un talit. În comunitatea sefarzilor, băieții poartă talit de la vârsta de bar mițva, la 13 ani. În unele comunități ale așkenazilor se obișnuiește să se poarte numai după căsătorie. Un talit katan (talit mic) este un articol de îmbrăcăminte cu franjuri purtat pe sub haine pe parcursul zilei. În unele cercuri ortodoxe, franjurilor li se permite să atârne în mod liber peste îmbrăcăminte.

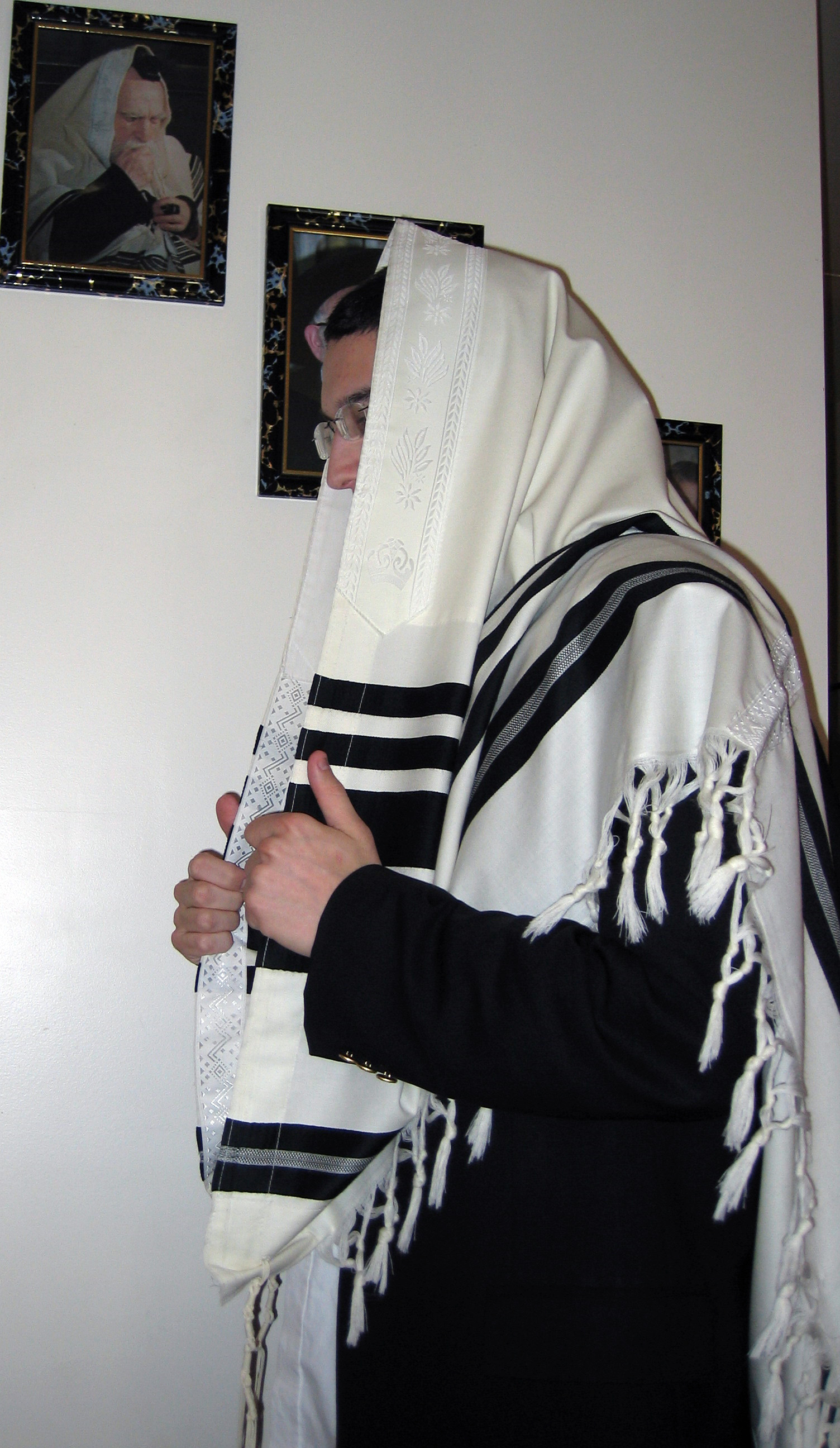
Un bărbat purtând talit cu țițit peste cap, în timpul rugăciunii.

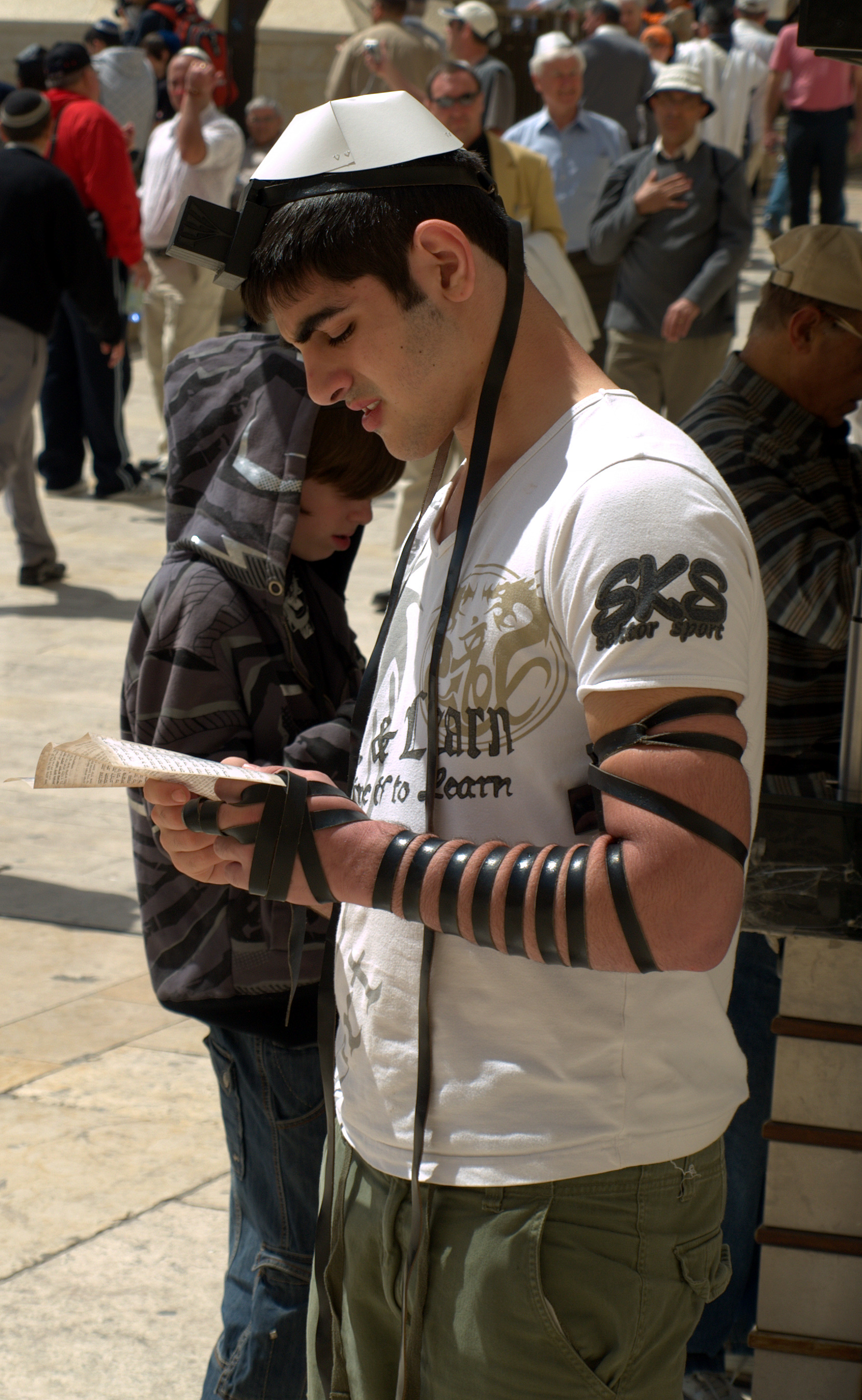
Un bărbat purtând tefilin, în Ierusalim.

Tefilin (ebraică: תְפִלִּין), cunoscut în limba engleză ca phylacteries (de la φιλακτέριον cuvântul grecesc, însemnând cetate sau de protecție), sunt două cutii cubice de piele care conțin versete biblice și, care se atașază pe frunte și în jurul brațul stâng cu ajutorul curelelor din piele. Ele sunt purtate în timpul rugăciunii zilnice de dimineață, de către bărbații evrei.

### Rugăciunile
Iudaismul a accentuat importanța executării poruncilor mai mult decât afișarea unor convingeri dogmatice. Astfel, nu există un canon de rugăciune, ci o varietate de cărți de rugăciune, care, totuși, au un număr mare de rugăciuni unificate, deseori în versiunea din Scripturi sau din poezia religioasă medievală. Profetul Ezra a fost acela care a stabilit formulări fixe ale rugăciunii și includerea cântecelor în serviciul divin. Ulterior, după distrugerea celui de al II-lea Templu din Ierusalim, rugăciunea, conform tradiției rabinice, va înlocui jertfele din Templu.
Evreii se roagă de trei ori pe zi: dimineața, la prânz și seara. La rugăciunea de dimineață bărbații se înfășoară în  Talit, un fel de patrafir, șal cu ciucuri în cele patru colțuri, simbol al prezenței divine, ei recitând cu această ocazie o serie de binecuvântări, printre care și baruh șelo asani ișa („Binecuvântat e Dumnezeu că nu m-a făcut femeie”); evreii religioși poartă patrafirul (un fel de «poncio» mic, cu ciucuri la cele patru colțuri) toată ziua.

### Poziția femeii în iudaism
Cel puțin până în secolul al II-lea e.n. iudaismul a permis poliginia, dar niciodată n-a permis poliandria.
Deși este o religie cu puternice rădăcini patriarhale, iudaismul rezervă femeii din punct de vedere religios și social un loc de onoare. Prin binecuvântarea aceasta, evreii nu fac, în niciun caz, o afirmație sexistă, ci, dimpotrivă, ei îi mulțumesc lui Dumnezeu pentru toate ritualurile care li s-au dat și pe care sunt obligați să le respecte, spre deosebire de femei care nu sunt obligate, deoarece acestea pot menține legătura strânsă cu Dumnezeu și în lipsa acestor obligații. Din rugăciune nu trebuie să lipsească profesiunea de credință: Shma Israel („Ascultă, Israele”, Deuteronom 6, 4-9). De asemenea, în timpul rugăciunii, bărbații trebuie să poarte așa numitele filacterii (tefilin).
Cultul mozaic este axat pe îndeplinirea celor 613 porunci enumerate în Tora (primele cinci cărți ale lui Moise), spre deosebire de creștinism, care își bazează doctrinele în special pe învățăturile lui Isus.

### Rabinul
La sinagogă, conducătorul ritualului este rabinul, care are funcția unui îndrumător religios. El este cel care coordonează studiul Torei.

### Cașrut — legile alimentare
Iudaismul impune și o serie de restricții alimentare, cu distincția dintre pur și impur respectiv, cușer (în limba idiș, kașer în limba ebraică) care înseamnă „pregătit după ritual” și, în cazul mâncării, garantat a fi conform regulilor. Astfel, evreii au voie să mănânce doar carnea rumegătoarelor cu copita despicată: ovine, capre, bovine, pești cu solzi și înotătoare și păsări nerăpitoare (vezi Levitic cap. 11);  există reguli precise la sacrificarea animalelor; este interzis de mâncat lactate împreună cu carne, etc.
- Vezi și Halaha

## Istoric
- Vezi și Hasidism

Șoa (holocaustul, nimicirea în ebraică) a avut loc în perioada nazistă, când șase milioane de evrei au fost exterminați în lagărele de concentrare (Auschwitz, Sobibór, Treblinka și altele) prin gazare și alte forme de asasinare, cadavrele fiind apoi incinerate.

## Filme
„Cele Zece Porunci”, (The Ten Commandments) regizat de celebrul Cecil B. DeMille, USA 1956.